# 중북부주 (스리랑카)

중북부 주

중북부주(싱할라어: උතුරු මැද පළාත, 타밀어: வட மத்திய மாகாணம்)는 스리랑카 중북부 내륙 지방에 위치한 주로 주도는 아누라다푸라이며 면적은 10,714km2, 인구는 1,104,664명(2001년 기준)이다. 2개 구(아누라다푸라 구, 폴론나루와 구)를 관할한다.

## 같이 보기
- 스리랑카의 주
- 스리랑카의 구